# Lac de la Croix du Sud
Pour les articles homonymes, voir Croix du Sud.
Le lac de la Croix du Sud est un lac de l'île principale des îles Kerguelen dans les Terres australes et antarctiques françaises (TAAF).